# الحزب القومي العربي
الحزب القومي العربي كان حزبًا قوميًا عروبيًا أسسه زكي الأرسوزي في سوريا خلال العام 1939. ارتبط الأرسوزي بمفهوم القومية العربية خلال فترة ما بين الحربين. كان الحزب مرتبطًا بعصبة العمل القومي، وهو حزب سياسي تأثر بقوة بالفاشية والنازية. غادر الأرسوزي عصبة العمل القومي في العام 1939 بعد وفاة زعيمها الشعبي ثم تورط الحزب في الفوضى، حيث أسس الحزب القومي العربي في العام 1939 والذي حُل في وقت لاحق من ذلك العام.